# 贝尔莱唐
贝尔莱唐（法語：Berre-l'Étang，法語發音：[bɛʁ letɑ̃]）是法国罗讷河口省的一个市镇，属于伊斯特尔区。

## 地理
贝尔莱唐（43°28'32"N, 5°10'5"E）面积43.64 平方千米，位于法国普罗旺斯-阿尔卑斯-蓝色海岸大区罗讷河口省，该省份为法国东南部沿海省份，北起沃克吕兹省，西接加尔省，南濒地中海，东临瓦尔省。
与贝尔莱唐接壤的市镇（或旧市镇、城区）包括：拉法尔莱索利维耶、朗松普罗旺斯、罗尼亚克、圣沙马、沃洛、马蒂格新堡、伊斯特爾、马里尼亚讷、马蒂格、米拉马斯、圣米特尔莱朗帕尔、维特罗勒。

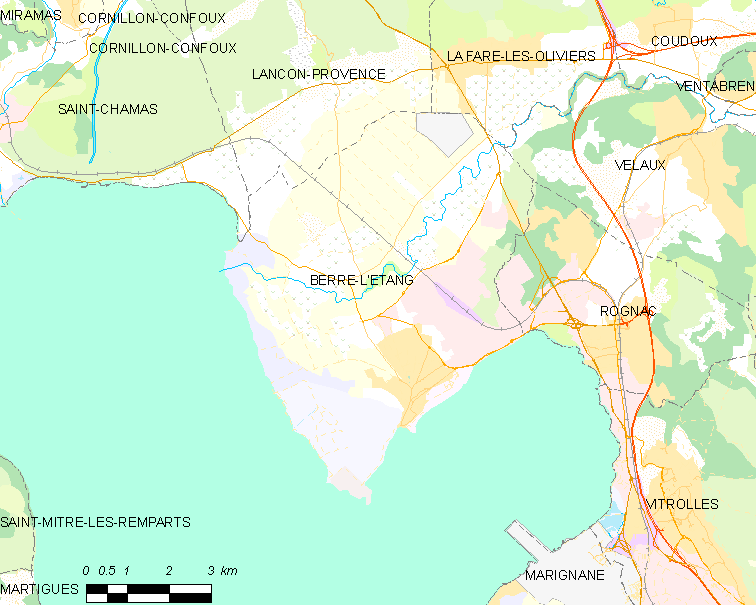
贝尔莱唐的OSM定位图

贝尔莱唐的时区为UTC+01:00、UTC+02:00（夏令时）。

## 行政
贝尔莱唐的邮政编码为13130，INSEE市镇编码为13014。

## 政治
贝尔莱唐所属的省级选区为贝尔莱唐县。

## 人口

1962-2008年间贝尔莱唐人口变化图示

贝尔莱唐于2022年1月1日时的人口数量为13941人。